# Công viên Hướng đạo Bydgoszcz

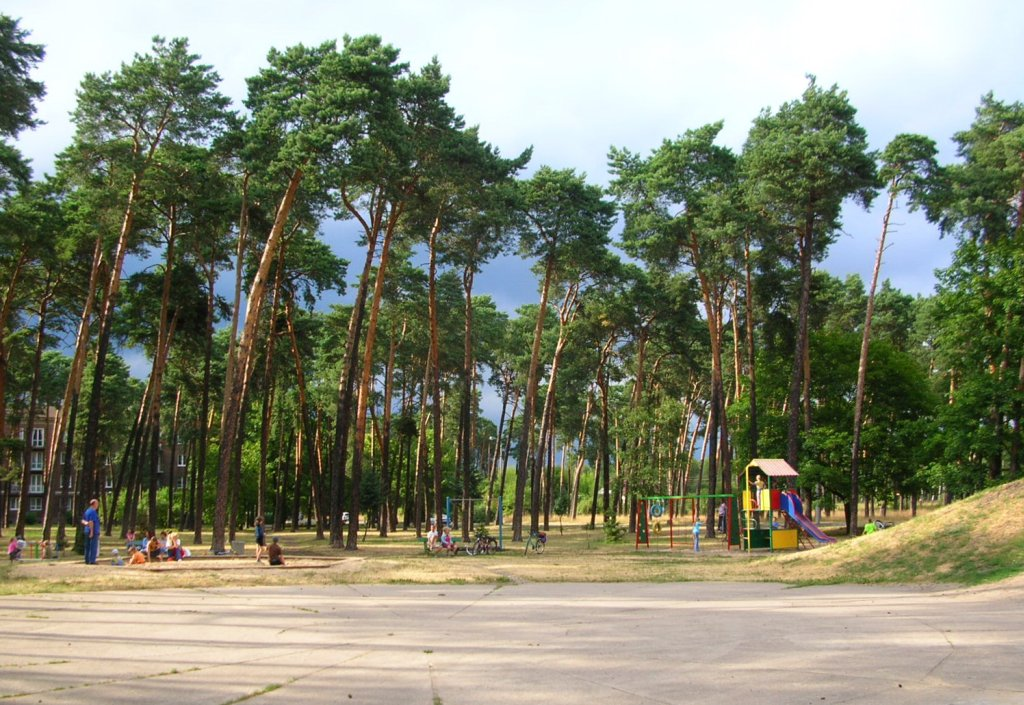
Công viên Hướng đạo Bydgoszcz

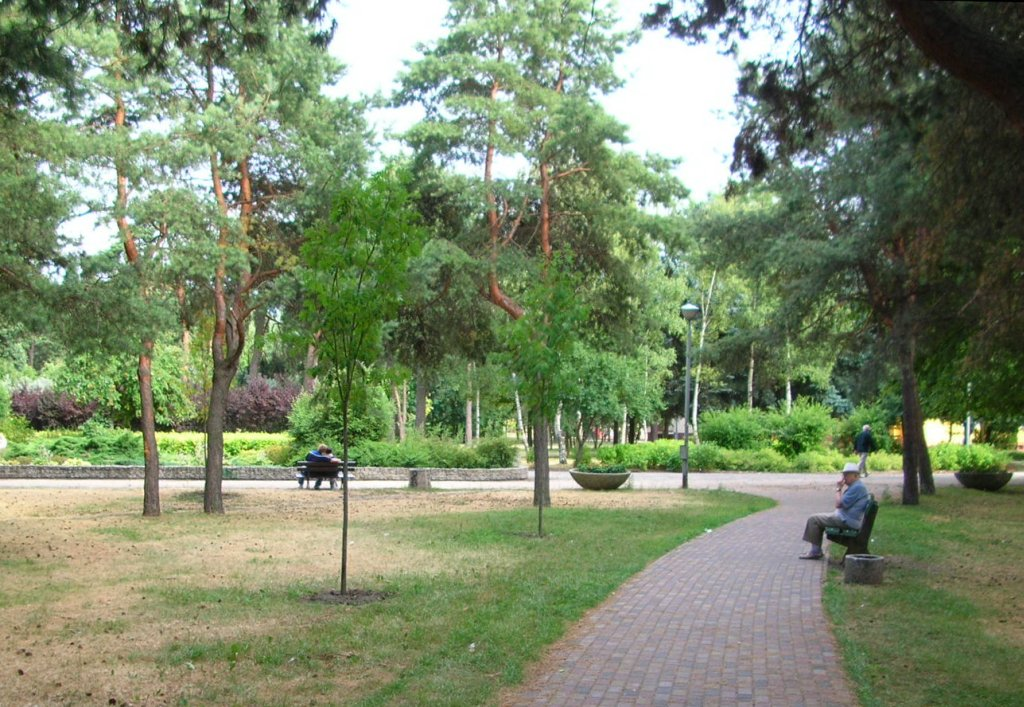

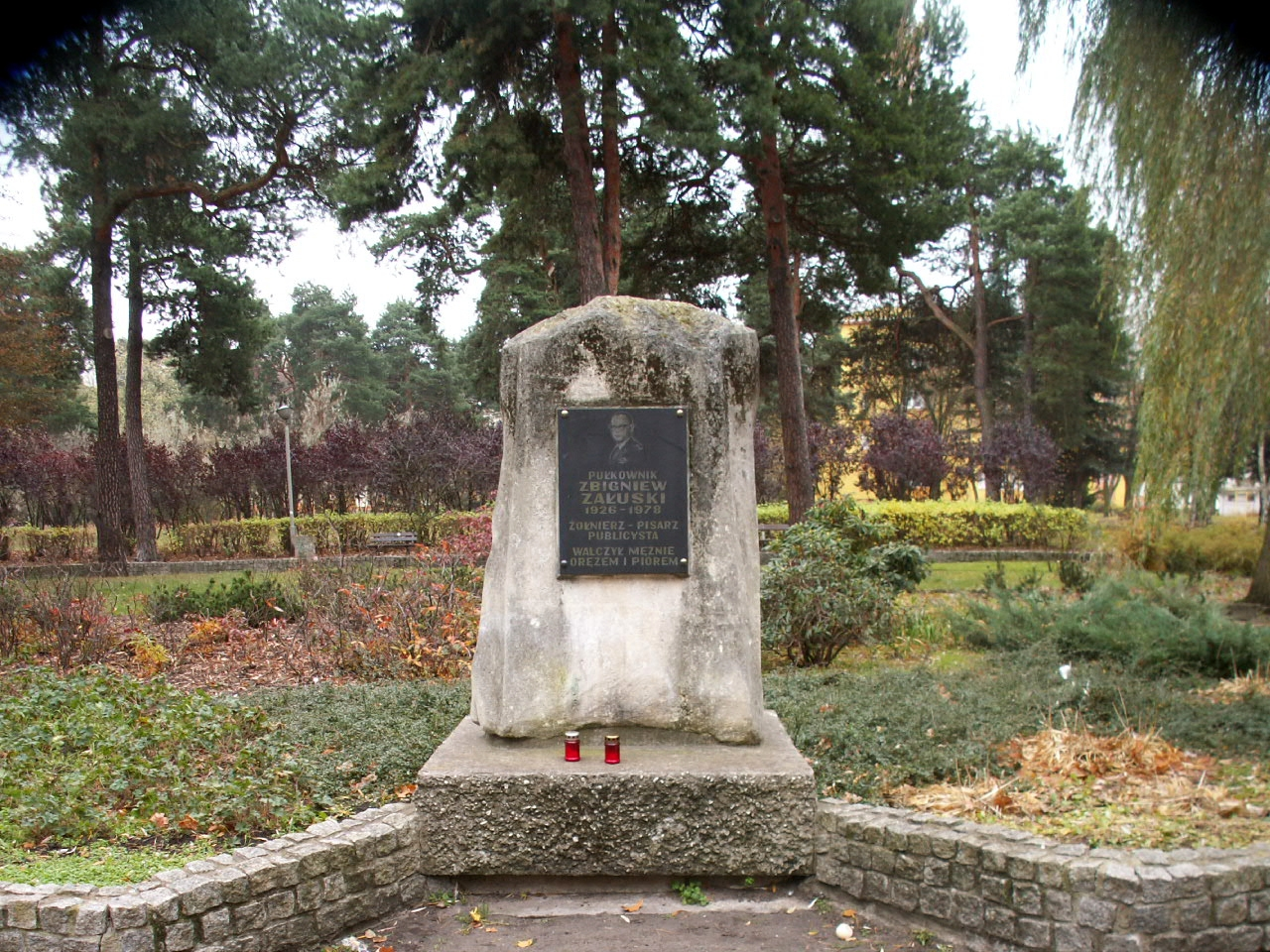
Đài tưởng niệm Zbigniew Załuski

Công viên Hướng đạo Bydgoszcz (tiếng Ba Lan: Park Bydgoskiego Harcerstwa, trước năm 2017 được gọi là Công viên Zbigniew Zaluski (Park Zbigniewa Załuskiego)) là một trong những công viên xanh ở thành phố Bydgoszcz, ở miền bắc Ba Lan. Tổng diện tích của công viên là 16,86 ha. Công viên nằm giữa 4 con phố: Józefa Sułkowskiego, Modrzewiowa, Stefana Wyszyńskiego và Czerkaska.

## Lịch sử
Năm 1965, công viên được thành lập trong một khu rừng thông ở ngoại ô thành phố. Đại tá Zbigniew Załuski (1926–1978) là người bảo trợ cho công viên này. Trong giai đoạn 2009–2010, cơ sở hạ tầng và cây xanh tại đây được tân trang. Công viên có những con đường đi bộ được lát bằng bê tông, thêm nhiều ghế dài mới và thêm nhiều loài cây. Năm 2017, tên của công viên được đổi thành công viên Hướng đạo Bydgoszcz.

## Khám phá
Công viên sở hữu nhiều lối đi, ghế dài và sân chơi dành cho trẻ em. Ngoài ra, nơi đây còn có rất nhiều loài cây rụng lá (cây thông, cây hạt dẻ, cây dương, cây sồi, cây liễu). Đài tưởng niệm Zbigniew Załuski cũng được đặt tại đây.